# Forgeage
Le forgeage est une opération appliquée à un matériau métallique, malléable à chaud ou parfois à froid, pour ébaucher les pièces, afin de leur donner une forme approximative. C'est aussi l'ensemble des techniques permettant d'obtenir une pièce mécanique d'aspect déterminé, par exemple en appliquant une force importante sur une barre de métal, à froid ou à chaud, afin de contraindre celle-ci à épouser la forme imposée. Il s'agit d'un opération commune en métallurgie du fer et de l'acier, le forgeage ayant l'avantage d'améliorer la qualité du métal.

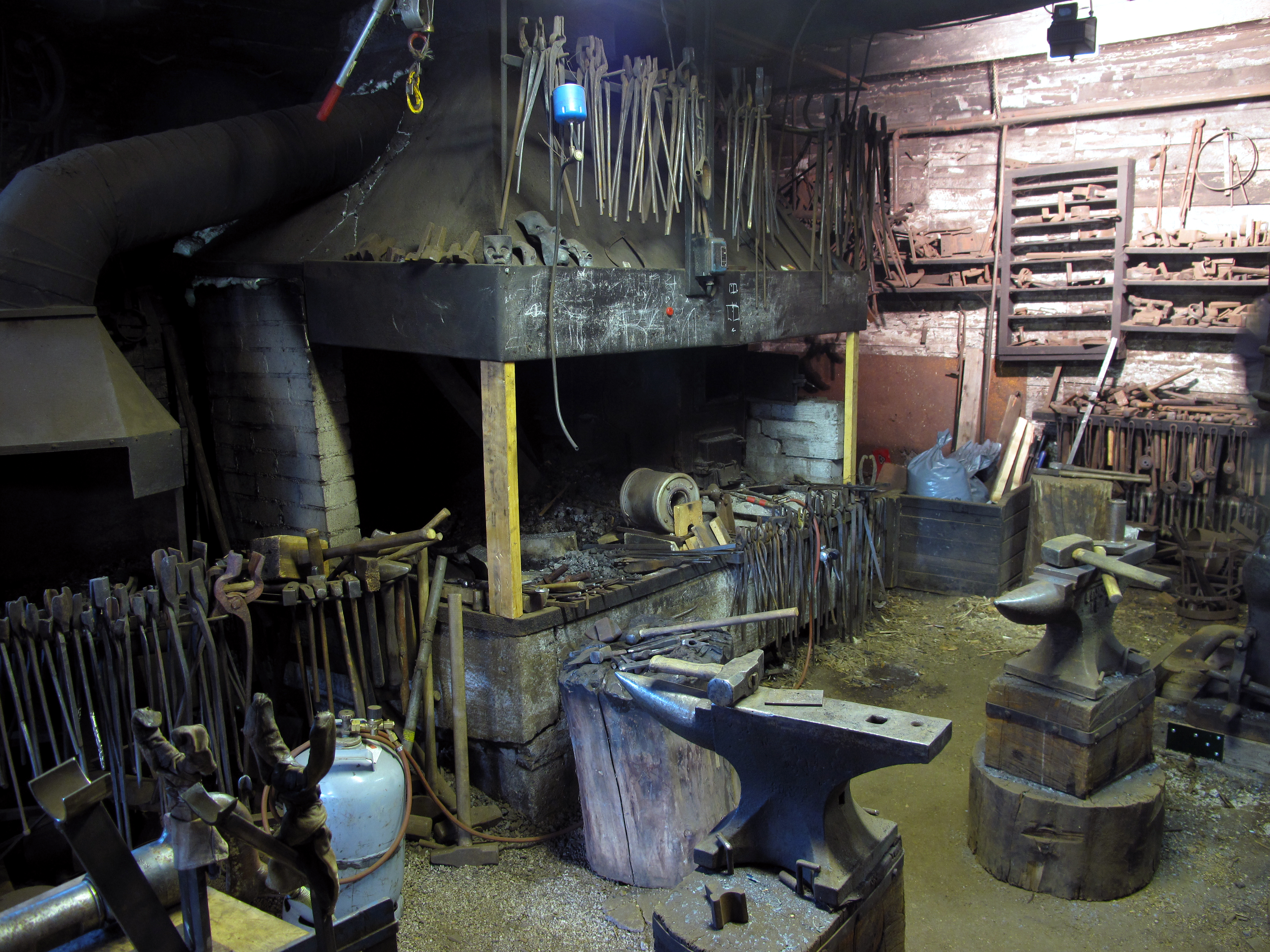
Atelier d'un forgeron artiste finlandais, près du lac Bodom en 2011

## Caractéristiques et applications
Le forgeage implique l'emploi d'un outillage varié, travaillant par pression ou par percussion, par exemple un dispositif de frappe à l'aide de marteau, de masse, de martinet ou marteau-pilon etc. de l'ébauche placé sur un support du type enclume ou matrice. Les engins massifs de forgeage ont connu un développement depuis le XIIe siècle et la généralisation des martinets mus par la force hydraulique, l'outillage a généralisé les marteaux pilons, et il ne se limite plus depuis belle lurette aux outils à mains des derniers forgerons authentiques actuels, gardiens d'une longue tradition de la forge, à savoir marteaux et enclumes, tenailles, dégorgeoirs, tranches etc. Jadis les forgerons forgeaient leurs propres outils, étape clef de l'apprentissage, parfois maintenue dans les écoles de mécaniques, et le forgeage était l'apanage des artisans serruriers et ferronniers, couteliers et fabricants d'armes blanches. Un monde mécanisé dévoilant de lourdes machines a progressivement pris le relais. Les presses à forger hydrauliques ou vapo-hydrauliques sont capables dans les années 1960 de mettre en forme des lingots pouvant atteindre une masse de 300 tonnes avec une puissance effective atteignant 15000 tonnes.

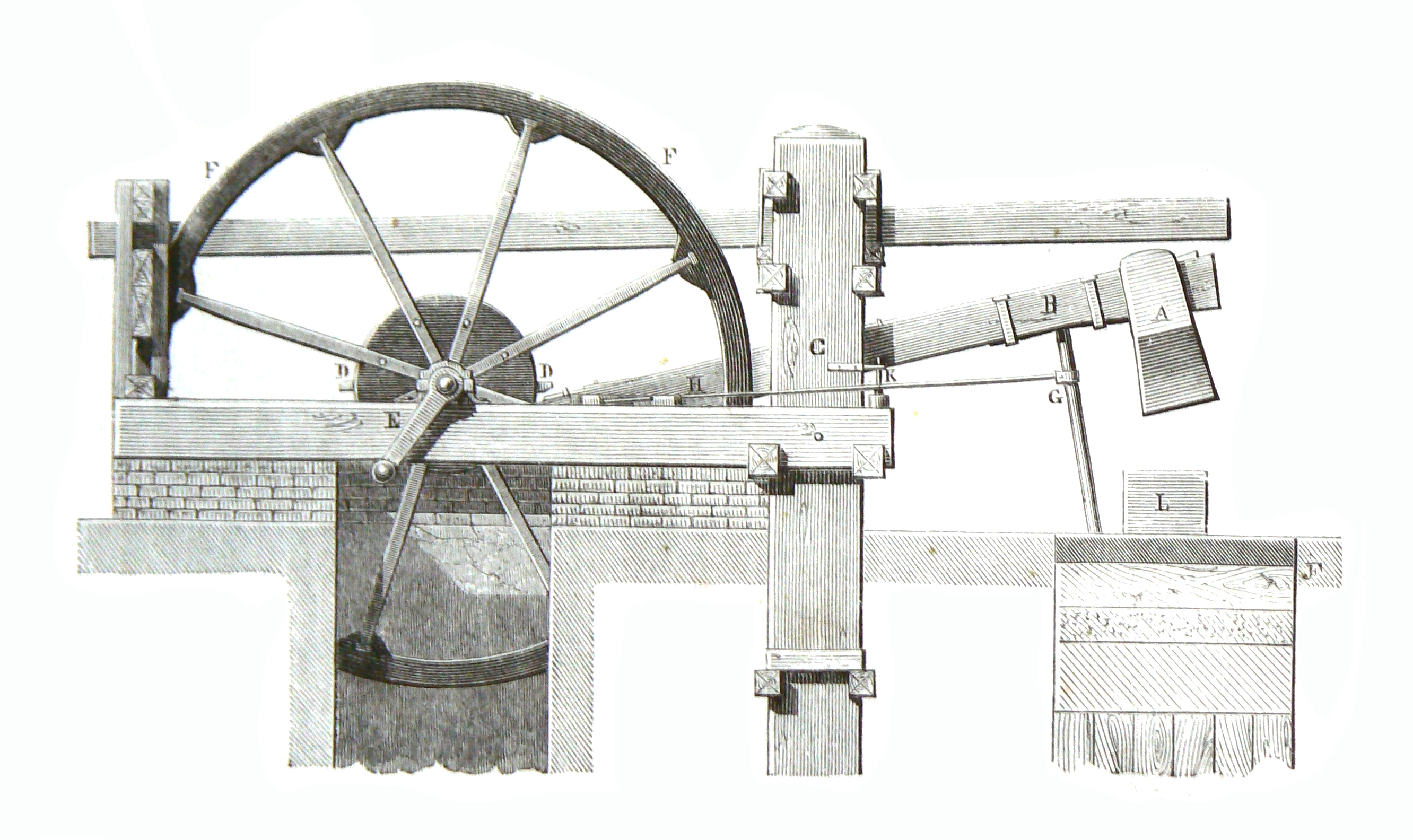
Martinet à entraînement par roue hydraulique, plan du Cours de mécanique de Charles Delaunay édité en 1868

Un forgeage à chaud implique que l'ébauche soit chauffée préalablement dans un four et portée à une température qui permet un efficace façonnage par déformation plastique, sans toutefois se fissurer ni perdre sa cohésion. Après forgeage, la pièce obtenue doit être refroidie de manière contrôlée, de façon à éviter la formation de "tapures" ou fissures apparaissant à la surface d'une pièce. Une grosse forge comprend toujours ainsi des ouvriers manipulateurs de machines, des fours de réchauffage en cours de forgeage, et des fours de traitement thermiques.

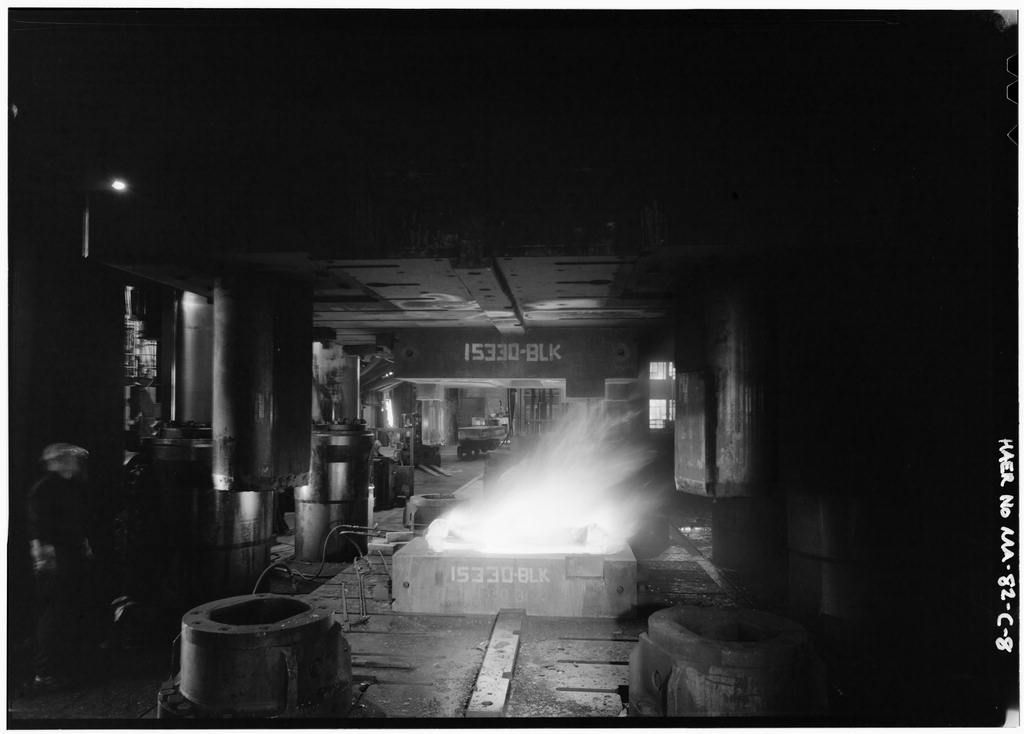
Pièce forgée par presse hydraulique de 45400 t en bloquant la matrice sur un côté, usine de Grafton, Cie Wyman-Gordon, Heavy Press Program du début des années 1950, cliché Librairie du Congrès

Les principales opérations de forgeage sont l'étirage, le refoulement, le "tringlage" ou diminution brusque de section, le poinçonnage, le "bigornage" ou accroissement intérieur d'une ébauche creuse, le "restreint" ou diminution du diamètre intérieur, le cintrage et le matriçage. Le forgeage reste une pratique essentielle de la métallurgie dans les années 1960, produisant bandages, frettes, essieux (notamment de locomotives), arbres de couches de machines (droits ou coudés), vilebrequins, bielles, manivelles, tiges de piston, rotors d'alternateurs etc.
Le forgeage ne permet point d'obtenir des formes aussi compliquées ou sophistiquées que le moulage, mais il offre l'avantage de remplacer la structure de solidification de l'ébauche par une structure fibreuse anisotrope, conférant ainsi à la pièce des propriétés mécaniques améliorées dans le sens correspondant à l'écartement du métal, que les forgerons nomme "direction de corroyage".

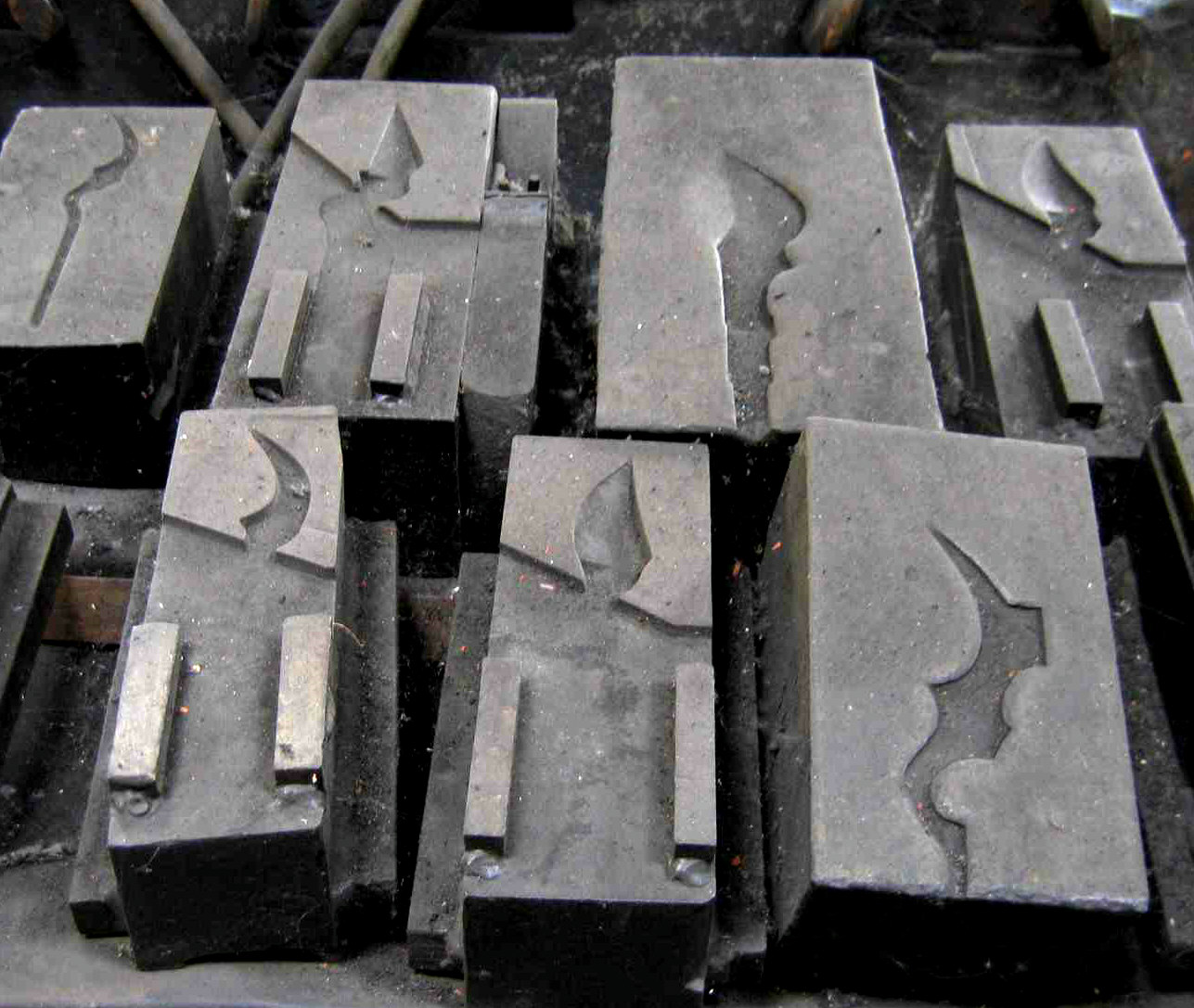
Matrices avec empreintes d'outillages, permettant notamment le forgeage de sécateurs, Forges de Pesmes au XXe siècle, cliché août 2007

La forge ne permet pas d'obtenir les mêmes marges de tolérance que l'usinage, ce qui la réserve aux pièces requérant une forte résistance mécanique mais une faible précision dimensionnelle (boulonnerie, outillage). Le forgeage se révèle inutilisable pour obtenir directement les pièces mécaniques ayant besoin d'une forte précision dimensionnelle.
Les pièces obtenues par forgeage sont plus résistantes aux contraintes mécaniques car la déformation des métaux engendre un grand nombre de phénomènes métallurgiques, tant au niveau microscopique que macroscopique. Parmi ces phénomènes on trouve notamment le corroyage, qui lui-même est à l'origine du fibrage du métal.

## Fibrage des matériaux
Le terme fibrage est utilisé par analogie avec des matériaux qui présentent réellement cette caractéristique, tels que le bois ou certains composites.
Dans le cas des métaux, l’existence d’un fibrage est le résultat d’un écrouissage subi par une pièce obtenue par déformation plastique (estampage, matriçage, extrusion, etc.).
Ce fibrage traduit toujours une anisotropie des propriétés mécaniques de la pièce et permet de visualiser l’écoulement réel (la déformation) de la matière. Il peut être expliqué par l'association des deux phénomènes suivants :
- un alignement d’impuretés (particules de carbone sous forme de graphite) ;
- une orientation des grains de la matière (orientation de la structure métallurgique) dans la direction de son écoulement.

## Différents types de forgeage et autres opérations de forge, détaillés dans les articles suivants
- Forgeage libre
- Forgeage à froid
- Forge à mi-chaud
- Laminage
- Emboutissage
- Estampage
- Matriçage
- Tréfilage
- Filage
- Frappe à froid